# عن الشعر الحساس والشعر الفطري

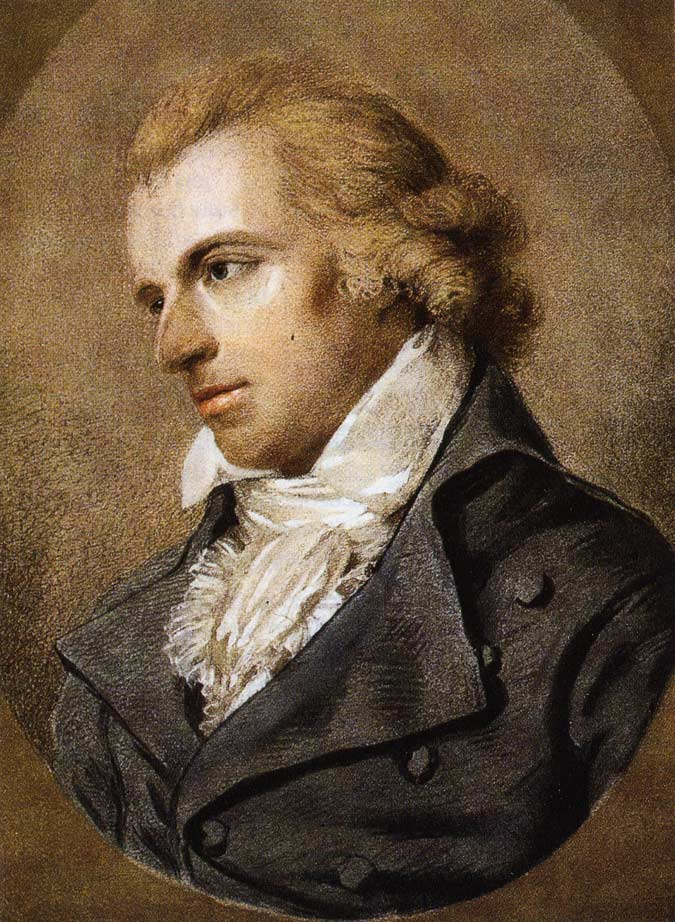
فريدرش شيلر

عن الشعر الحساس والشعر الفطري (بالألمانية: Über naive und sentimentalische Dichtung) دراسة من تأليف الكاتب الألماني فريدرش شيلر (1759-1805) عن نظرية الأدب، وفي عمله هذا قسم شيلر الأدب إلى أدب حساس وآخر فطري، وعرف الأدب الفطري بأنه الأدب الذي كتبه القدماء فالأدب الفطري في تناغم مع الطبيعة، أما الأدب الحساس فهو يدرك أن الاختلاف بين الطبيعة والأدب يتسع فيحاول أن يحقق الانسجام بينهما، وكان شيلر يعتبر غوته أديب فطري، ويعتبر نفسه وأدباء العصر الحديث حساسون.